# Лу Костелло
Лу Костелло (англ. Lou Costello; 6 марта 1906 — 3 марта 1959) — американский актёр и комик, наиболее известный благодаря комедийному дуэту Эбботт и Костелло.

## Биография
Луис Фрэнсис Кристилло (англ. Louis Francis Cristillo) родился и вырос в городке Патерсон в Нью-Джерси (который он позже упоминал почти во всех своих фильмах и телевизионных шоу) в семье ткача и страхового торгового агента. Его отец был итальянцем из Казерты, а мать была американкой итальянского, французского и ирландского происхождения. Прадед Лу Костелло по материнской линии Франческо Ридж был уроженцем Пьемонта. Он бросил школу, так и не получив образования, и отправился на запад страны, чтобы стать кинозвездой. Первое время жизни в Голливуде он работал плотником на студиях «MGM» и «Warner Bros.». Вскоре ему удалось заполучить работу каскадёра, а позже он дебютировал в водевилях в качестве комика. В качестве псевдонима он взял себе фамилию своей подружки Хелен Костелло, также ставшей впоследствии актрисой.
В начале 1930-х он работал в Нью-Йорке, где во время одного из выступлений в Бруклине его компаньон по номеру заболел, и Лу Костелло взял ему на замену билетёра Бада Эбботта. Их выступление оказалось довольно успешным, и они сформировали дуэт под названием Эбботт и Костелло, ставший очень популярным в 1930-х годах. Они не ограничились участием в водевилях, добившись также большого успеха на радио. В 1938 году Эбботт и Костелло заключили контракт с «Universal Pictures», открыв тем самым себе дорогу на большой экран. Дебютом для них стала комедия «Одна ночь в тропиках» в 1940 году, а их следующая картина «Рядовые», вышедшая на экраны годом позже, собрала в прокате 10 млн долларов при бюджете в 180 тыс. В послевоенные года фильмы с их участием приобрели определённую направленность — Эбботт и Костелло в большинстве своём сталкивались с различными монстрами, либо путешествовали по экзотическим странам («Эббот и Костелло встречают Франкенштейна» (1948), «Эббот и Костелло встречают мумию» (1955). Лу Костелло запомнился зрителям образом неуклюжего и полного американца, а также коронной фразой «HEEEEYYY ABBOTT!». В начале 1950-х годов у Эбботта и Костелло было собственное комедийное шоу на телевидении, а в 1957 году дуэт распался.
Лу Костелло скончался 3 марта 1959 года от инфаркта в одной из клиник Беверли-Хиллз в возрасте 52 лет.

## Личная жизнь
С 1934 года Костелло был женат на артистке бурлеска Энн Баттлер. У пары родилось четверо детей, один из которых погиб в малолетнем возрасте, утонув в бассейне. Его супруга умерла в декабре 1959 года.

## Признание
Вклад Лу Костелло в кино и телевидение отмечен двумя звёздами на Голливудской аллее славы. В 1992 году в городе Патерсон, где Костелло родился и вырос, ему был воздвигнут памятник, находящийся в мемориальном парке, также носящем его имя. В 2005 году улица, на которой он родился, была переименована в его честь.